# Celleporaria peristomata
Celleporaria peristomata är en mossdjursart som först beskrevs av Osburn 1952.  Celleporaria peristomata ingår i släktet Celleporaria och familjen Lepraliellidae. Inga underarter finns listade i Catalogue of Life.